# Frank Kurtis
Frank Peter Kurtis (1908-1987) var en amerikansk bilkonstruktör.
Kurtis grundade tävlingsstallet Kurtis Kraft som bland annat vann fem av de elva Indy 500-loppen som ingick i formel 1-säsongerna under 1950-talet. Han valdes in i International Motorsports Hall of Fame 2008.